# Alkylbenzolsulfonate
Alkylbenzolsulfonate sind eine Stoffgruppe von anionischen Tensiden. Sie gehören zu den ältesten und am weitesten verbreiteten synthetischen Detergenzien und finden sich in zahlreichen Körperpflegeprodukten (Seifen, Shampoos, Zahnpasta usw.) und Haushaltspflegeprodukten (Waschmittel, Geschirrspülmittel, Sprühreiniger usw.) 
In gewaschenen Textilien befinden sich Waschmittelreste; Alkylbenzolsulfonat-Partikel gelangen aus den Textilien in den Hausstaub. 

## Geschichte
Alkylbenzolsulfonate wurden erstmals in den 1930er-Jahren in Form von verzweigten Alkylbenzolsulfonaten (BAS) eingeführt. In den 1960er-Jahren wurden sie durch lineare Alkylbenzolsulfonate (LAS) ersetzt, weil diese die Umwelt weniger belasten. Seitdem ist die Produktion von etwa 1 Million Tonnen im Jahr 1980 auf etwa 3,5 Millionen Tonnen im Jahr 2016 gestiegen, so dass sie nach den Seifen am häufigsten als anionisches Tensid hergestellt werden. 

Beispiel eines verzweigten Alkylbenzolsulfonats (BAS)

Beispiel eines linearen Alkylbenzolsulfonats (LAS)

## Struktur
Alkylbenzolsulfonate bestehen aus einer hydrophilen Sulfonat-Kopfgruppe und einer hydrophoben Alkylbenzol-Schwanzgruppe.
Unter idealen Bedingungen ist die Waschkraft von BAS und LAS sehr ähnlich; unter normalen Einsatzbedingungen schneidet LAS etwas besser ab, weil es von hartem Wasser weniger angegriffen wird. Innerhalb von LAS selbst sind die Waschkraft der verschiedenen Isomere ziemlich ähnlich, jedoch ihre physikalischen Eigenschaften (Krafft-Punkt, Schaumbildung usw.). 
Insbesondere der Krafft-Punkt des hohen 2-Phenyl-Produkts (d. h. des am wenigsten verzweigten Isomers) bleibt bis zu 25 % LAS unter 0 °C, während der niedrige 2-Phenyl-Trübungspunkt bei ∼15 °C liegt. Dieses Verhalten wird von den Herstellern häufig genutzt, um entweder klare oder trübe Produkte zu erzeugen.

## Umwelteinfluss
Lineare Alkylbenzolsulfonate (LAS) basieren auf Erdöl. In Kläranlagen enden 25–30 % im Klärschlamm, wo sie aufgrund der anaeroben Bedingungen kaum abgebaut werden, bei genauer Dosierung jedoch den Abbau anderer Schadstoffe begünstigen. Im Belebten (d. h. aeroben) Anlagenteil werden LAS zu mindestens 80 % abgebaut, nach manchen Angaben bis 98 %.